# 田村真央
田村 真央（たむら まお、1998年11月19日 - ）は、日本の女優、声優。長野県出身。フクダ&Co.所属。MAO WORKS主催。

## 経歴
2017年、文学座附属演劇研究所入所。

## 出演

### 舞台
- 『M.サロメ』[5][6]（2023年） - 作・演出　田村真央
- 『海で顔を洗うと』[7]（2024年）- 作・演出　田村真央

### 吹き替え
- 「私たちが隠していること」キム役　NETFLIX
- 「スター・ウォーズ：キャシアン・アンドー S2」ビーラ役　#1・2・3　ディズニープラス
- 「オッド スクワッド 出動！ヘンテコ捜査局」#10　チカチカフラワー役　NHK BS4K
- 「ハムスターとグレーテル」＃37 コリーン役　ディズニーチャンネル
- 「ベルリンER」＃3・4・7・8　Apple TV+
- 「こちら、どうぶつてんていきょく S4」ジル役　NETFLIX
- 「ラ・メゾン」イェジ役　全10回　Apple TV＋
- 「ニュールック」マリー役　Apple TV+
- 「バカニアーズ」リジー役　Apple TV+
- 「ロスト：ゾウズ・フー・キル」#5・6　WOWOWプライム
- 「残灰に」せがむ女子役　NETFLIX
- 「クリミナルマインド／FBI vs. 異常犯罪：エボリューション」#2　タウニー役　ディズニープラス